# Johann Noë du Fay
Johann Noë du Fay (* 10. Februar 1748 in Frankfurt am Main; † 24. Februar 1820 ebenda) war ein Handelsmann und Mitgründer der Handelskammer in Frankfurt am Main.

## Leben
Johann Noë du Fay lebte als Großkaufmann in Frankfurt. Seit 1800 war er Börsenvorsteher in Frankfurt. Großherzog Carl Theodor von Dalberg ernannte ihn zum Kommerzienrat. Von 1808 bis 1818 war er (Gründungs-)Mitglied und 1816 bis 1818 Senior (also Vorsitzender) der neu gegründeten Frankfurter Handelskammer. Er war Freimaurer.